# Mammillaria mazatlanensis
Mammillaria mazatlanensis ist eine Pflanzenart aus der Gattung Mammillaria in der Familie der Kakteengewächse (Cactaceae). Sie ist nach der mexikanischen Stadt Mazatlán benannt.

## Beschreibung
Mammillaria mazatlanensis ist kurzsäulig mit graugrünem Körper, der von der Basis her sprosst, wodurch sich größere Gruppen herausbilden. Die Haupttriebe sind bis zu 12 bis 15 Zentimeter lang und 4 bis 5 Zentimeter im Durchmesser. Die Axillen sind kaum bewollt und beborstet. Die 12 bis 18 Randdornen sind 1 Zentimeter lang und weiß. Etwas länger sind die 3 bis 4 Mitteldornen. Sie sind hellbraun zuweilen ist einer gehakt.
Die 4 Zentimeter langen röhrenförmigen Blüten sind karminfarben bis purpurrosa und selbststeril. Die Früchte sind rötlich-gelb oder braun. Die Samen sind schwarz.

## Verbreitung, Systematik und Gefährdung
Mammillaria mazatlanensis ist in den mexikanischen Bundesstaaten Sonora, Sinaloa, Colima, Jalisco, Michoacán und Nayarit verbreitet.
Die Erstbeschreibung erfolgte 1905 durch Max Gürke, nachdem Karl Moritz Schumann bereits 1901 nur die Blüte der Art beschrieben hatte. Nomenklatorische Synonyme sind Chilita mazatlanensis (K.Schum. ex Gürke) Orcutt (1926), Ebnerella mazatlanensis (K.Schum. ex Gürke) Buxb. (1951), Escobariopsis mazatlanensis (K.Schum. ex Gürke) Doweld (2000).
In die Art einbezogen wurden Mammillaria littoralis K.Brandegee (1907), Mammillaria occidentalis (Britton & Rose) Boed. (1933), Mammillaria mazatlanensis var. occidentalis (Britton & Rose) Neutel. (1986), Mammillaria mazatlanensis var. monocentra R.T.Craig (1945), Mammillaria occidentalis var. monocentra (R.T.Craig) Backeb. (1961),  Mammillaria occidentalis var. sinalensis R.T.Craig (1945),  Mammillaria patonii var. sinalensis (R.T.Craig) Backeb. (1961), Neomammillaria patonii Bravo (1931) und  Mammillaria patonii (Bravo) Boed. (1933).
Es werden folgende Unterarten unterschieden:
- Mammillaria mazatlanensis subsp. mazatlanensis:
Die Nominatform hat 1 bis 3 Mitteldornen, Randdornen 12 bis 18. Die Blüten sind rosa bis karminrot bis rötlich purpurn. Vorkommen im gesamten Verbreitungsgebiet.
- Mammillaria mazatlanensis subsp. patonii (Bravo) D.R.Hunt:
Die Erstbeschreibung erfolgte 1931 als Neomammillaria patonii durch Helia Bravo Hollis.[3] David Richard Hunt stellte die Art 1998 als Unterart zu Mammillaria mazatlanensis.[4] Die Unterart hat stets 4 Mitteldornen, Randdornen 13 bis 15. Die Blüten sind purpurn. Sie kommt ausschließlich vor der Küste des Bundesstaates Nayarit auf den Tres-Marias-Inseln vor.

In der Roten Liste gefährdeter Arten der IUCN wird die Art als „Least Concern (LC)“, d. h. als nicht gefährdet geführt.

## Nachweise